# تايلر، ذا كرييتور
تايلر جريجوري أوكونما (من مواليد 6 مارس 1991)، المعروف باسم تايلر، ذا كرييتور (بالإنجليزية: Tyler the Creator)، هو مغني راب، موسيقي، كاتب أغاني، منتج، ممثل، فنان بصري، مصمم، وممثل كوميدي أمريكي. صعد إلى الصدارة في أوائل عام 2010 باعتباره المؤسس المشارك والزعيم الفعلي لمجموعة الهيب هوب البديلة أود فيوتشر وقام بأداء وإنتاج الأغاني لكل عمل تم إصداره من الفرقة تقريبًا.
بعد مساهمة كبيرة في العمل المبكر لـ أود فيوتشر، أصدر تايلر أول ظهور له في شريط الأغاني المنفرد باسترد في عام 2009. بعد إصدار ألبومه الاستوديو الأول غوبلن عبر تسجيلات إكس إل في أبريل 2011، وقع صفقة مشتركة مع ريد ميوزك وسوني للترفيه الموسيقي لنفسه وعلامة تسجيلات أود فيوتشر. من خلال إصداراته الخشنة التي تأثرت بالهورور كور (نوع فرعي من موسيقى الهيب هوب) في وقت سابق. أصدر ألبومات وولف (2013) وتشيري بومب (2015)، والتي اعتبرت الأخيرة على النقيض من إصداراته السابقة حيث جرب صوتًا أكثر تركيزًا على اللحن وموسيقى الجاز. قوبل ألبومه الرابع، فلاور بوي (2017) بإشادة واسعة النطاق. كما أشاد النقاد بألبومه الخامس إيغور (2019)، وأصبح أول ألبوم له يصل المركز الأول على بيلبورد 200، وفاز بجائزة أفضل ألبوم راب في حفل توزيع جوائز جرامي لعام 2020.
حاز تايلر على جائزة غرامي، جائزة بريت، جائزة إم تي في لأفضل أغنية مصورة. ابتكر أغلفة الألبومات والأغاني لجميع أعمال فرقة أود فيوتشر، كما صمم ملابس المجموعة وبضائع أخرى. في عام 2011 ، بدأ تايلر شركة الملابس غولف وانغ. في عام 2012، بدأ في استضافة مهرجان موسيقي سنوي باسم كامب فلوغ نا كارنفال. قام بإنشاء تطبيق خدمة البث الخاص به المسمى غولف ميديا، والذي تم تشغيله بين عامي 2015 و 2018 ويحتوي على سلسلة نصية أصلية من تايلر وبث مباشر لكل حدث كامب فلوغ نا كارنفال.

## حياة سابقة
وُلد تايلر جريجوري أوكونما في 6 مارس 1991 في لاديرا هايتس، كاليفورنيا، لأب نيجيري من أصول إيجبو وأم أمريكية من أصول أفريقية وأوروبية كندية. لم يقابل والده أبدًا وقضى حياته المبكرة في لاديرا هايتس وهاوثورني القريبة. في سن السابعة، كان يأخذ غلاف الألبوم ويخلق أغلفة لألبوماته التخيلية — بما في ذلك قائمة الأغاني بأطوال الأغاني — قبل أن يتمكن حتى من صنع الموسيقى. في سن الرابعة عشرة، علم نفسه العزف على البيانو. خلال 12 عامًا من الدراسة، التحق بـ 12 مدرسة مختلفة في منطقتي لوس أنجلوس وساكرامنتو. لقد عمل في فيديكس لمدة تقل عن أسبوعين، وفي شركة ستاربكس لأكثر من عامين. أخذ أوكونما اسمه المسرحي من صفحة ماي سبيس التي استخدمها لنشر مساعيه الإبداعية.

## تأثير
من الفنانين الذين استشهدوا بأوكونما كمؤثر، بيلي إيليش وعضو فرقة بروكهامبتون كيفن أبستراكت.

## ديسكغرفيا
- غوبلن (2011)
- وولف (2013)
- تشيري بومب (2015)
- فلاور بوي (2017)
- إيغور (2019)
- كروماكوبيا (2024)

## وصلات خارجية
- تايلر، ذا كرييتور على موقع IMDb (الإنجليزية)
- تايلر، ذا كرييتور على موقع ميوزك برينز (الإنجليزية)
- تايلر، ذا كرييتور على موقع ميوزك برينز (الإنجليزية)
- تايلر، ذا كرييتور على موقع رولينغ ستون (الإنجليزية)
- تايلر، ذا كرييتور على موقع أول موفي (الإنجليزية)
- تايلر، ذا كرييتور على موقع إن إن دي بي (الإنجليزية)
- تايلر، ذا كرييتور على موقع أول ميوزيك (الإنجليزية)
- تايلر، ذا كرييتور على موقع أول ميوزيك (الإنجليزية)
- تايلر، ذا كرييتور على موقع ديسكوغز (الإنجليزية)
- تايلر، ذا كرييتور على موقع ديسكوغز (الإنجليزية)
- تايلر، ذا كرييتور على موقع ديسكوغز (الإنجليزية)